# Leichtathletik-Weltmeisterschaften 2001/Kugelstoßen der Männer

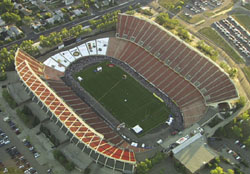
Das Commonwealth Stadium von Edmonton im Jahr 2005

Das Kugelstoßen der Männer bei den Leichtathletik-Weltmeisterschaften 2001 wurde am 4. August 2001 im Commonwealth Stadium der kanadischen Stadt Edmonton ausgetragen.
In diesem Wettbewerb erzielten die US-amerikanischen Kugelstoßer einen Doppelerfolg. Seinen dritten WM-Titel nach 1995 und 1997 errang der Olympiazweite von 1996 und Olympiadritte von 2000 John Godina. Der Olympiazweite von 2000 Adam Nelson kam auch hier auf den zweiten Platz. Der finnische Olympiasieger von 2000 Arsi Harju errang die Bronzemedaille.

## Bestehende Rekorde
| Weltrekord               | 23,12 m | Randy Barnes   | Los Angeles, USA        | 20. Mai 1990    |
| Weltmeisterschaftsrekord | 22,23 m | Werner Günthör | WM 1987 in Rom, Italien | 29. August 1987 |

Der bestehende WM-Rekord wurde bei diesen Weltmeisterschaften nicht eingestellt und nicht verbessert.

## Doping
Im Kugelstoß-Wettbewerb war ein Dopingfall zu verzeichnen.
Der Belarusse Andrej Michnewitsch, zunächst Zehnter, war ein Mehrfachtäter, der unter anderem im Rahmen dieser Weltmeisterschaften positiv auf Doping getestet wurde. was zur Annullierung seines Resultats und einer zweijährigen Sperre führte. Später wurden ihm wegen später nachgewiesener Dopingverstöße weitere Medaillen und Siege aberkannt, schließlich wurde er mit einer lebenslangen Sperre belegt. Seine Verstöße gab er nie zu.
Ein Athlet wurde hier besonders benachteiligt:

Der Italiener Paolo Dal Soglio hätte mit seiner in der Qualifikation gestoßenen Weite von 19,80 m am Finale teilnehmen dürfen.

## Legende
Kurze Übersicht zur Bedeutung der Symbolik – so üblicherweise auch in sonstigen Veröffentlichungen verwendet:
| – | verzichtet |
| x | ungültig   |

## Qualifikation
4. August 2001, 8:30 Uhr
Dreißig Teilnehmer traten in zwei Gruppen zur Qualifikationsrunde an. Die Qualifikationsweite für den direkten Finaleinzug betrug 20,45 m. Sechs Athleten übertrafen diese Marke (hellblau unterlegt). Das Finalfeld wurde mit den sechs nächstplatzierten Sportlern auf zwölf Werfer aufgefüllt (hellgrün unterlegt). So mussten schließlich 20,13 m für die Finalteilnahme erbracht werden.

### Gruppe A

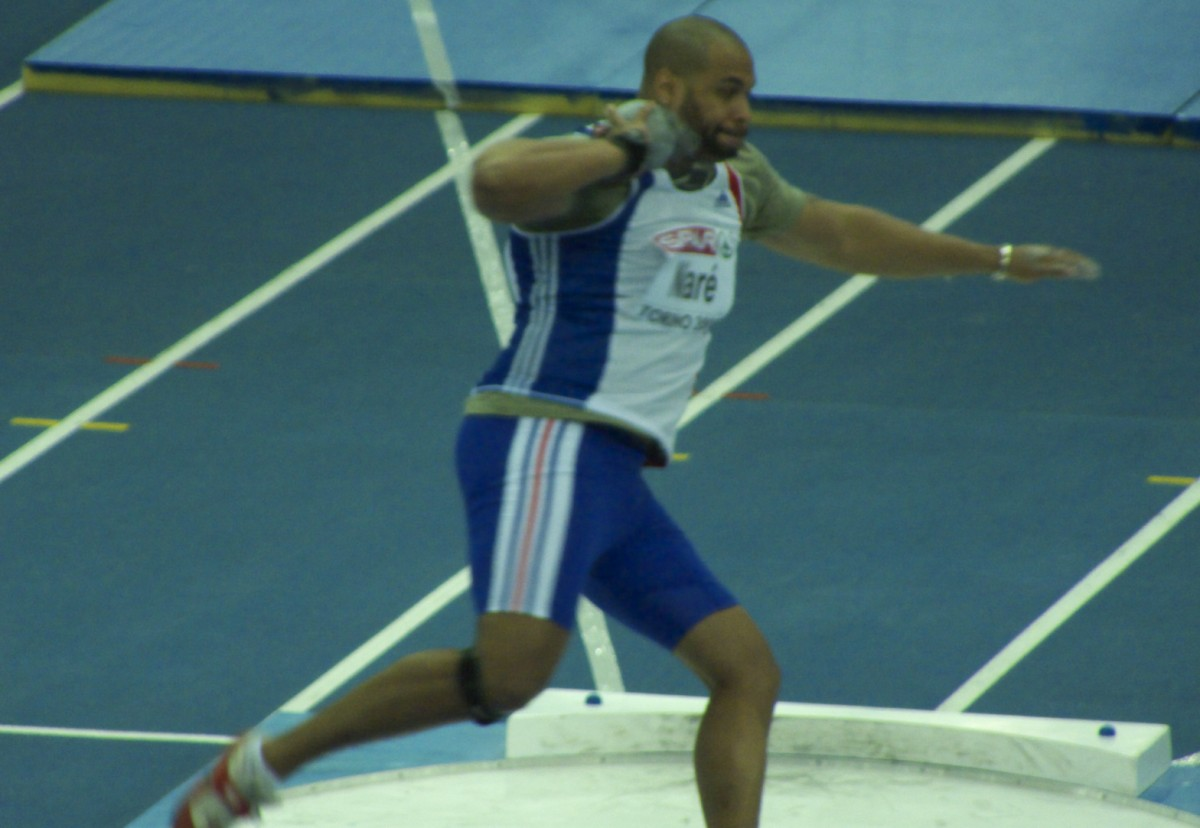
Mit 18,71 m blieb Yves Niaré in der Qualifikation (Gruppe A) auf der Strecke

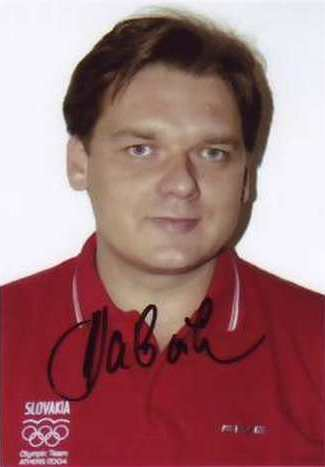
Seine 19,52 m reichten Milan Haborák (Gruppe B) nicht zur Finalteilnahme

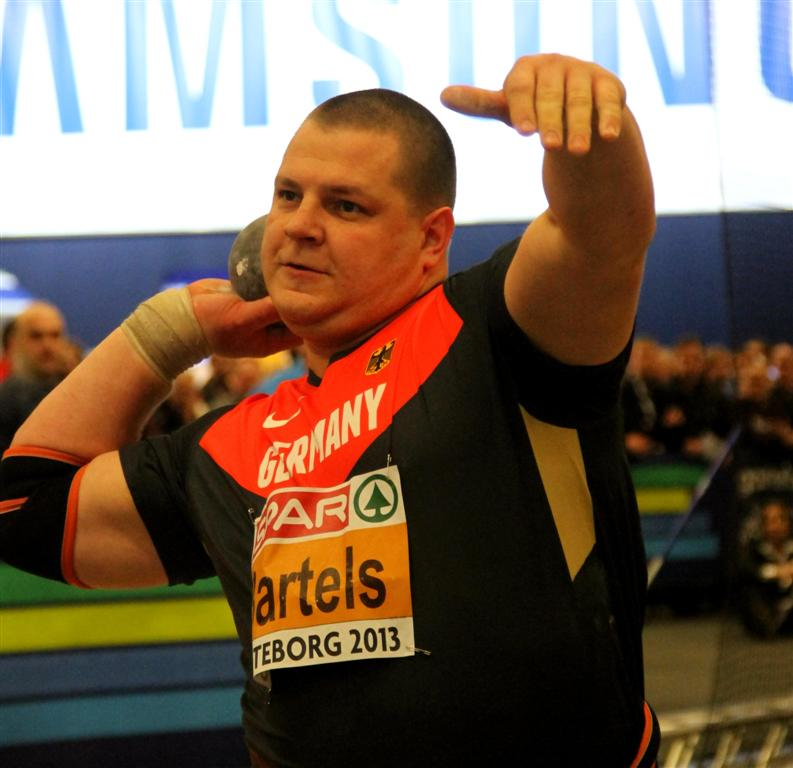
Ralf Bartels (Gruppe B), in den Folgejahren Gewinner einiger Medaillen, schied mit 19,41 m in der Qualifikation aus

| Platz | Name                  | Nation         | Resultat (m) | 1. Versuch (m) | 2. Versuch (m) | 3. Versuch (m) |
| 1     | John Godina           | USA            | 20,52        | 18,28          | 20,06          | 20,52          |
| 2     | Manuel Martínez       | Spanien        | 20,50        | 20,08          | 20,44          | 20,50          |
| 3     | Bradley Snyder        | Kanada         | 20,47        | 20,47          | –              | –              |
| 4     | Ville Tiisanoja       | Finnland       | 20,14        | 20,07          | 20,14          | –              |
| 5     | Petr Stehlík          | Tschechien     | 19,68        | 19,68          | x              | x              |
| 6     | Pawel Tschumatschenko | Russland       | 19,35        | x              | 19,35          | 19,27          |
| 7     | Dsmitryj Hantscharuk  | Belarus        | 19,27        | 19,27          | x              | x              |
| 8     | John Davis            | USA            | 19,11        | x              | 19,11          | x              |
| 9     | Oliver-Sven Buder     | Deutschland    | 18,89        | 18,62          | 18,89          | –              |
| 10    | Mikuláš Konopka       | Slowakei       | 18,89        | 18,60          | x              | 18,89          |
| 11    | Jimmy Nordin          | Schweden       | 18,85        | 18,85          | 18,65          | x              |
| 12    | Marco Antonio Verni   | Chile          | 18,85        | 18,85          | x              | 18,03          |
| 13    | Yves Niaré            | Frankreich     | 18,71        | x              | x              | 18,71          |
| 14    | Ion Emilianov         | Moldau         | 18,06        | x              | 17,87          | 18,06          |
| 15    | Mark Proctor          | Großbritannien | 17,75        | 16,98          | x              | 17,75          |

### Gruppe B
| Platz | Name                | Nation         | Resultat (m)                                 | 1. Versuch (m)            | 2. Versuch (m)            | 3. Versuch (m)            |
| 1     | Janus Robberts      | Südafrika      | 21,26                                        | 21,26                     | –                         | –                         |
| 2     | Conny Karlsson      | Finnland       | 20,72                                        | 20,72                     | –                         | –                         |
| 3     | Jurij Bilonoh       | Ukraine        | 20,46                                        | 20,46                     | –                         | –                         |
| 4     | Dragan Perić        | BR Jugoslawien | 20,43                                        | 20,43                     | –                         | –                         |
| 5     | Arsi Harju          | Finnland       | 20,39                                        | 19,70                     | x                         | 20,39                     |
| 6     | Joachim Olsen       | Dänemark       | 20,32                                        | 20,32                     | 20,26                     | –                         |
| 7     | Adam Nelson         | USA            | 20,13                                        | 20,13                     | 20,11                     | 20,05                     |
| 8     | Paolo Dal Soglio    | Italien        | 19,80 eigentlich für das Finale qualifiziert | 19,71                     | 19,80                     | 19,72                     |
| 9     | Gheorghe Gușet      | Rumänien       | 19,74                                        | x                         | 19,74                     | x                         |
| 10    | Milan Haborák       | Slowakei       | 19,52                                        | 19,35                     | 19,52                     | 19,46                     |
| 11    | Ralf Bartels        | Deutschland    | 19,41                                        | 19,41                     | 19,24                     | x                         |
| 12    | Gjøran Sørli        | Norwegen       | 18,89                                        | 18,89                     | x                         | x                         |
| 13    | Justin Anlezark     | Australien     | 18,70                                        | 18,70                     | 18,33                     | 18,14                     |
| 14    | Yojer Medina        | Venezuela      | 17,76                                        | x                         | 17,75                     | 17,76                     |
| DOP   | Andrej Michnewitsch | Belarus        | für das Finale zugelassen                    | für das Finale zugelassen | für das Finale zugelassen | für das Finale zugelassen |

## Finale
4. August 2001, 16:00 Uhr
| Platz | Name                | Nation         | Resultat (m) | 1. Versuch (m) | 2. Versuch (m) | 3. Versuch (m) | 4. Versuch (m)                           | 5. Versuch (m)                           | 6. Versuch (m)                           |
| 1     | John Godina         | USA            | 21,87        | 21,87          | 21,80          | x              | x                                        | x                                        | x                                        |
| 2     | Adam Nelson         | USA            | 21,24        | 19,92          | 20,86          | 20,19          | 21,24                                    | x                                        | x                                        |
| 3     | Arsi Harju          | Finnland       | 20,93        | 20,28          | 20,01          | 20,59          | 20,93                                    | 20,10                                    | 20,79                                    |
| 4     | Manuel Martínez     | Spanien        | 20,91        | 20,78          | x              | 20,91          | x                                        | x                                        | x                                        |
| 5     | Dragan Perić        | BR Jugoslawien | 20,91        | 20,91          | x              | 20,67          | x                                        | x                                        | x                                        |
| 6     | Jurij Bilonoh       | Ukraine        | 20,83        | 20,56          | 20,74          | x              | 20,83                                    | 20,83                                    | x                                        |
| 7     | Conny Karlsson      | Finnland       | 20,78        | 20,07          | x              | 20,78          | x                                        | 19,96                                    | x                                        |
| 8     | Bradley Snyder      | Kanada         | 20,63        | 20,63          | x              | x              | x                                        | x                                        | 20,34                                    |
| 9     | Ville Tiisanoja     | Finnland       | 20,45        | 20,37          | 19,95          | 20,45          | nicht im Finale der besten acht Athleten | nicht im Finale der besten acht Athleten | nicht im Finale der besten acht Athleten |
| 10    | Joachim Olsen       | Dänemark       | 20,38        | 18,94          | 20,38          | 20,24          | nicht im Finale der besten acht Athleten | nicht im Finale der besten acht Athleten | nicht im Finale der besten acht Athleten |
| 11    | Janus Robberts      | Südafrika      | 20,18        | 20,12          | x              | 20,18          | nicht im Finale der besten acht Athleten | nicht im Finale der besten acht Athleten | nicht im Finale der besten acht Athleten |
| DOP   | Andrej Michnewitsch | Belarus        |              |                |                |                |                                          |                                          |                                          |

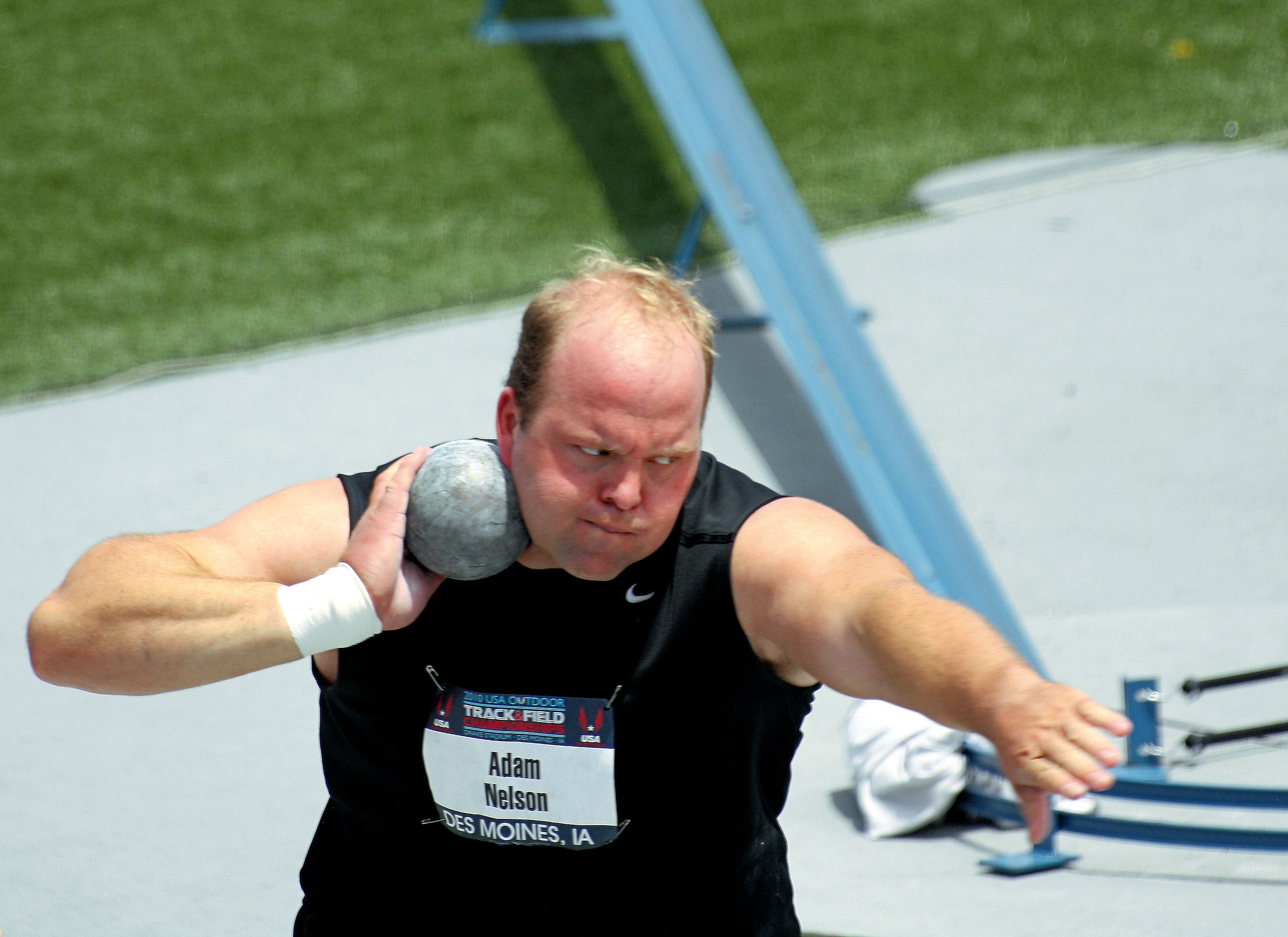
Vizeweltmeister Adam Nelson
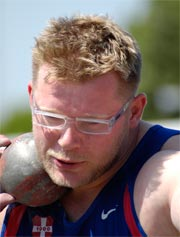
Joachim Olsen kam auf den zehnten Platz

## Videolinks
- 2001 IAAF World Championships Mens shot put Final auf youtube.com, abgerufen am 14. August 2020
- 2001 IAAF World Championships Mens shot put Final2 auf youtube.com, abgerufen am 14. August 2020